# Wiligelmo da Modena

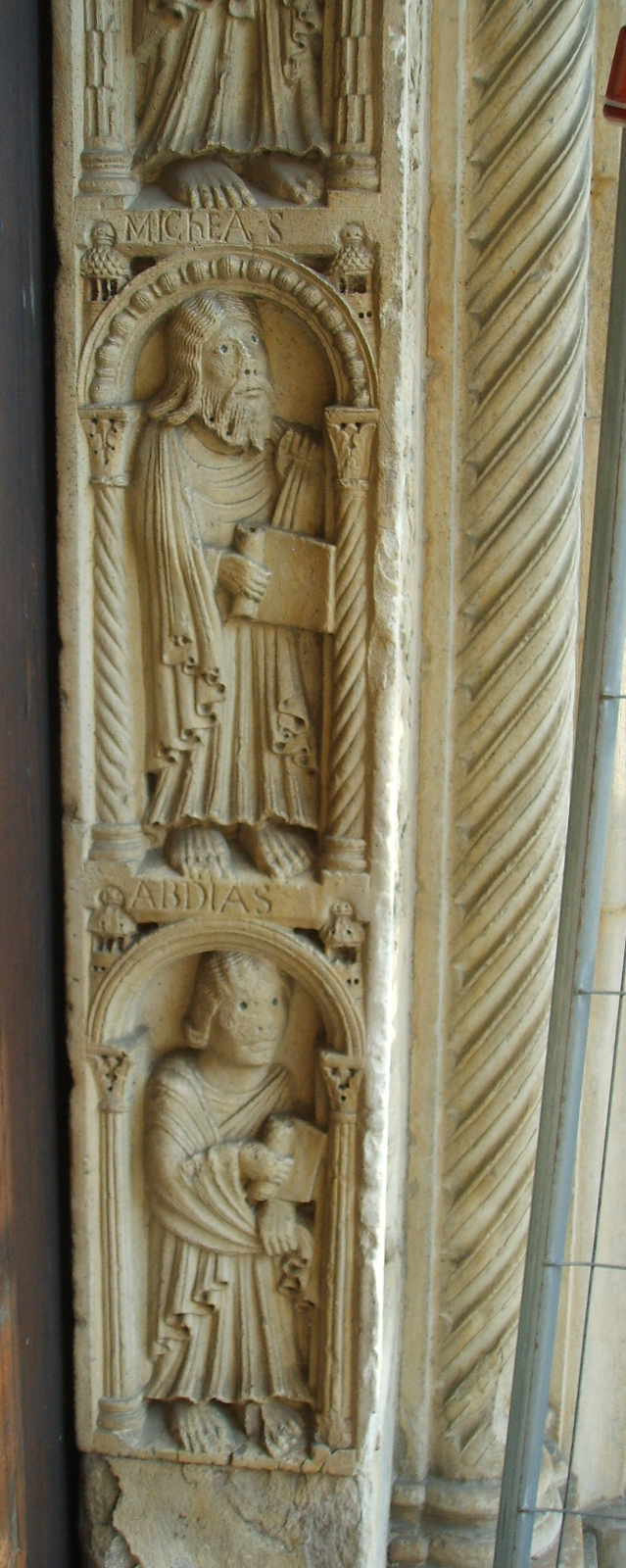
Reliefs der Propheten am Hauptportal der Kathedrale von Modena

Wiligelmo da Modena (auch Wiligelmus oder Guglielmo) war ein in Modena von ca. 1099 bis 1120 aktiver Steinmetz, der sich maßgeblich an der Wiederbelebung spätantiker Traditionen beteiligte. Er gilt als der bedeutendste romanische Bildhauer Italiens.

## Leben

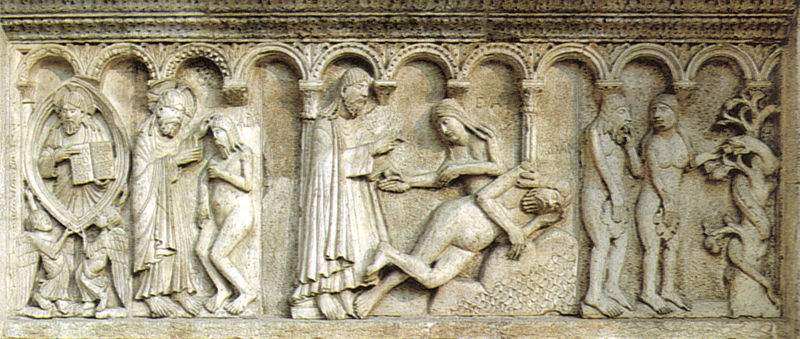
Die Erschaffung Adams und Evas und der Sündenfall – Relief an der Fassade der Kathedrale von Modena

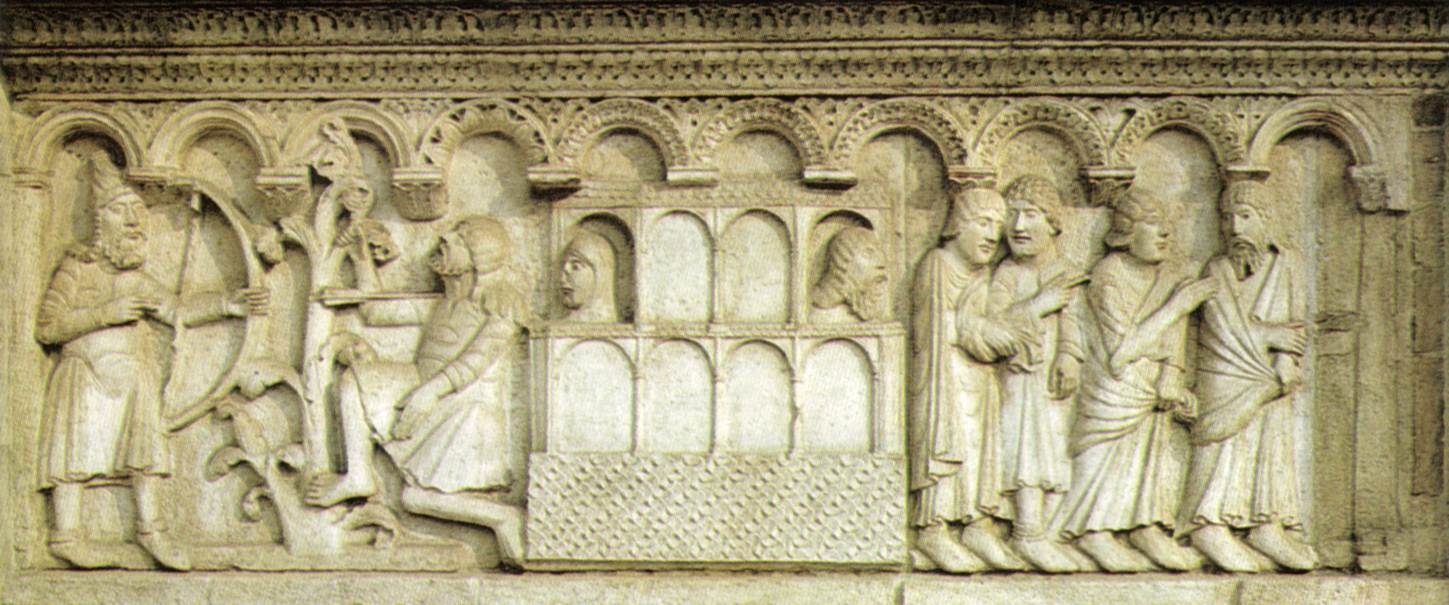
Lamech tötet Kain. Die Arche Noah. Die Geretteten.

Wiligelmo stammt aus der Lombardei, möglicherweise aus Como. Der von römischer Relief- und Sarkophagkunst sowie von der Kunst der Languedoc beeinflusste Künstler erstellte Basreliefs am Hauptportal und an der Westfassade der Kathedrale von Modena mit Großfiguren der Propheten und Szenen aus der Genesis (fertiggestellt 1106/07). Der ursprüngliche Aufstellungsort von vier Platten, die von Wiligelmo wiederverwendet wurden und viel älter sind, ist nicht gesichert. Einige seiner Arbeiten haben vermutlich ursprünglich zur Innenausstattung gehört. Das ausdrucksstarke realistische Bildprogramm mit der Erschaffung Adams und Evas und dem Sündenfall, der sicheren Arche Noah (der römischen Kirche), dem Opfer Kains, das dem Herrn nicht willkommen ist, und der Bestrafung Kains, der vom blinden Lamech durchbohrt wird, ist dem Thema der Erlösung gewidmet ud richtet sich wohl gegen die Schismatiker unter dem Erzbischof von Ravenna und Gegenpapst Clemens III. Statt Figuren voller antiker Anmut und Gelassenheit gestaltet Wiligelmo jedoch menschliche Dramen und vermeidet dabei auch Disproportionen nicht.
Außerdem soll Wiligelmo die Kapitelle an den Halbsäulen der Fassade gestaltet haben. Sein Name ist durch eine Inschrift überliefert, von den Propheten Henoch und Elias hochgehalten wird und an der Fassade der Kathedrale angebracht ist. Sie hebt seine herausragende Rolle hervor: Inter scultores quanto sis dignus onore. Claret scultura nu(n)c Vuiligelme tua – „Wieviel Ehre dir unter den Bildhauern gebührt, wird jetzt ganz deutlich, Viligelmo, durch deine Bildhauerarbeiten“.
Wiligelmo gilt als der erste italienische und einer der ersten europäischen Künstler, der seine Werke signierte. Durch sein Werk beeinflusste er die Kunst der Emilia und der Lombardei nachhaltig (z. B. die Reliefs an der Kathedrale von Cremona). Er soll auch an den beiden Seitenportalen des Doms von Piacenza (1122–ca. 1130) und am Portal der Abtei Nonantola (insbesondere an der Mittelplatte mit dem Pantokrator) sowie am Reliefschmuck von San Benedetto in Polirone mitgewirkt haben. Manche dieser Arbeiten werden auch seiner Werkstatt zugeschrieben.